# Jindřich II. z Lichtenburka
Jindřich II. z Lichtenburka († po 1356) byl český šlechtic z rozrodu Ronovců.
První zmínka o něm pochází z roku 1310, kdy přísahal spolu se svým otcem věrnost Jindřichu Korutanskému. Poté se angažoval v souboji krále Jana Lucemburského s Jindřichem z Lipé. Ačkoliv stál na straně svého ronovského příbuzného, již brzy se dostal na Janův dvůr a později také na dvůr mladého markraběte moravského Karla. Jeho vztah s budoucím panovníkem byl velmi blízký, mezi léty 1346–1349 pobíral 200 hřiven stříbra z markraběcích důchodů z Brna. V roce 1321 se vydal na křížové tažení proti Litevcům, o šest let později podstoupil výpad na Krakov a v roce 1337 se účastnil výpravy do Žmudě. Od roku 1320 působil také jako přísedící zemského soudu v Brně. S jeho životem je spojena také ztráta hradu Lichtenburk, podle něhož byla tato větev Ronovců zvána. Hrad byl příliš velký a drahý na údržbu, proto ho směnil s Janem Lucemburským za litické a chvojenské panství, později k nim přibyla i polovina choceňského panství. V roce 1352 získal Jindřich papežské rozhřešení. Poslední zmínka pochází z roku 1356, kdy daroval místu svého posledního spočinutí, žďárskému klášteru, 100 hřiven stříbra.